# 콘스탄티노폴리스의 에프스타티오스
에브스타티오스(그리스어: Ευστάθιος; ? – 1025년 12월)는 1019년 6월부터 1025년 12월까지 콘스탄티노폴리스 세계 총대주교였다.
에브스타티오스는 세르기오스 2세 사후 바실리오스 2세 황제에 의해 총대주교좌에 올랐을 때 황궁의 수석사제(πρωτοπρεσβύτερος)였다.  에브스타티오스는 1024년 동로마 제국의 노력에 참여하여 서방과 동방 교회들 사이의 커져가는 격차에 대해 라틴 교황과 화해를 맺었고, 이는 1054년의 분열로 끝났다. 에브타티오스의 시기, 교황권은 러시아인, 불가리아인, 세르비아인을 포함한 동방의 많은 이들의 실질적인 영적 지도자인 콘스탄티노폴리스를 불쾌하게 만드는 최고란 위치뿐만 아니라 기독교 세계에 대한 지배권을 주장했다. 에브스타티오스는 교황 요한 19세에게 타협안을 제시하여 교황이 세계에서(in universo) 세계적일 것처럼 정교회 총대주교가 동방의 자신의 영역에서(in suo orbe) 세계적일 것이라 제안했다. 이는 에우스타티우스가 남부 이탈리아 교회들에 대한 통제권을 유지하기 위한 노력으로 추정된다. 이 제안은 거절되었지만, 요한 19세는 콘스탄티노폴리스에 라틴 전례의 교회를 세우는 대가로 이탈리아 남부의 비잔틴 전례를 받아들였다.
에브스타티오스는 동방 정교회에서 시성되었으며, 축일은 5월 31일이다.